# (12408) Fujioka
Pour les articles homonymes, voir Fujioka (homonymie).
(12408) Fujioka est un astéroïde de la ceinture principale.

## Description
(12408) Fujioka est un astéroïde de la ceinture principale. Il fut découvert le 20 septembre 1995 à Kuma Kogen par Akimasa Nakamura. Il présente une orbite caractérisée par un demi-grand axe de 2,40 UA, une excentricité de 0,15 et une inclinaison de 7,8° par rapport à l'écliptique.
Il a été nommé en hommage à l'acteur Hiroshi Fujioka (en).

## Compléments